# Glenea ducalis
Glenea ducalis là một loài bọ cánh cứng trong họ Cerambycidae.